# Ербес
Ербес, Ерберс (ісп. Herbés (офіційна назва), валенс. Herbers) — муніципалітет в Іспанії, у складі автономної спільноти Валенсія, у провінції Кастельйон. Населення — 56 осіб (2010).

## Географія
Муніципалітет розташований на відстані близько 310 км на схід від Мадрида, 80 км на північ від міста Кастельйон-де-ла-Плана.

## Демографія
Динаміка населення (INE ):

## Галерея зображень

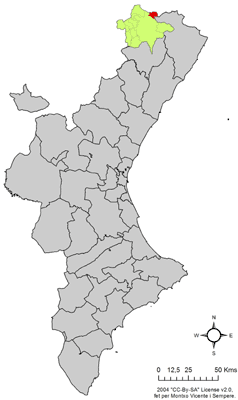
Розташування муніципалітету Ербес у автономній спільноті Валенсія
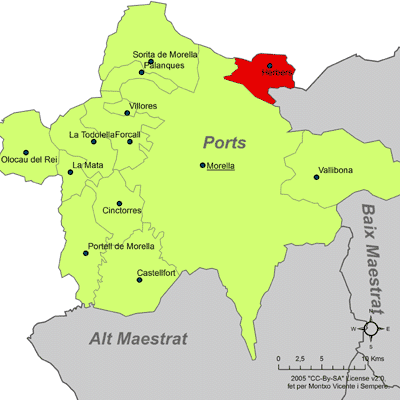
Розташування муніципалітету Ербес у комарці Лос-Пуертос-де-Морелья